# Neith

Neith

Neith eller Neit var en modergudinna i den tidiga egyptiska mytologin, särskilt i området vid nedre Nilen.
Neith beskrivs under olika perioder av det gamla egyptiska riket som moder till olika gudomligheter, exempelvis Sobek. Den onde draken Apep skapades av hennes saliv. Hennes status gentemot de andra gudarna förblir oklar och, precis som med många andra egyptiska gudar övergår hennes kult gradvis i andra gudomligheters. Neith associerades ibland med jakt och krig men förekommer också i samband med begravningsriter.
Hon var en psykopomp, en vägledare till livet-efter-detta. Hon var även vävningens beskyddarinna. De bindor som lindades kring mumier sågs som en gåva från Neith.
Kulten kring Neith hade sitt centrum i Sais i Nildeltat under sen tid. Hon avbildades med Nedre Egyptens krona, samt med pil och båge.